# Roseanna Vitro
Roseanna Vitro (Hot Springs, 28 de febrero de 1951) es una cantante y profesora de jazz estadounidense.

## Biografía
Nacida en Hot Springs, Arkansas, el 28 de febrero de 1951, Vitro comenzó a cantar a temprana edad, se inspiró en el gospel, rock, rhythm and blues, el teatro musical, y la música clásica. Durante la década de los 50, su padre era dueño de un club nocturno en Hot Springs que se llamaba The Flamingo. A su padre le gustaba la música de Dean Martin y la ópera, y su madre cantaba gospel. En la década de los 60, estaba decidida a ser cantante de rock.
Vitro escuchó jazz y se convirtió en su género de elección después de mudarse a Houston, Texas en la década de los 70. Ray Sullenger descubrió a Vitro y la presentó en Houston, donde cantaba con frecuencia con el saxo tenor Arnett Cobb. Vitro trabajó durante dos años en Houston, en la Green Room, con su grupo "Roseanna with Strings and Things" presentando un programa de radio en KUHF-FM. Muchos músicos de jazz fueron invitados del programa como Cobb, Oscar Peterson, Bill Evans, Tommy Flanagan y Keter Betts. Cobb, Peterson, y Sullenger, la animaron a dedicarse a la música jazz.
En 1978 se trasladó a Nueva York con el guitarrista Scott Hardy y comenzó a estudiar con Gabor Carelli, un profesor de la Escuela de Música de Manhattan, y también comenzó a actuar con Kenny Werner y Fred Hersch. Cantó con Lionel Hampton y más tarde se fue de gira con él. Actuó en los clubs Blue Note, Iridium, Birdland, y Dizzy's Jazz Club en el Lincoln Center. Actuó con Steve Allen en The Town Hall y grabó un álbum de canciones de Allen. En el 2005 actúa con Kenny Werner en el John F. Kennedy Center en Washington D. C.
A lo largo de su carrera ha colaborado con músicos como Christian McBride, Elvin Jones, Gary Bartz, Kevin Mahogany y David "Fathead" Newman, todos los cuales han aparecido en sus grabaciones. Vitro es una activa intérprete de giras por todo Estados Unidos y en el extranjero. Ha sido invitada en el programa Marian McPartland Piano Jazz. Ha grabado diversos aclamados CD, entre los que destaca La Música de Randy Newman. que recibió 4 1/2 estrellas en el Down Beat magazine y una nominación al Grammy a Mejor Álbum Vocal de Jazz en 2012.
Vitro ha enseñado jazz vocal en la Universidad Estatal de Nueva York at Purchase y en la actualidad ocupa un puesto de enseñanza en la Nueva Jersey City University y en el New Jersey Performing Arts Center. Ella imparte talleres y clases magistrales.

## Discografía
Excepto donde sea indicado, toda la información está sacada de La Enciclopedia de la Música Popular en la Oxford Music Online.
- Listen Here (Texas Rose Music, 1984)
- A Quiet Place (Skyline, 1987)
- Reaching for the Moon (Chase Music, 1991)
- Softly (Concord Jazz, 1994)
- Passion Dance (Telarc, 1996)
- Catchin' Some Rays: The Music of Ray Charles (Telarc, 1997)
- The Time of My Life: Roseanna Vitro Sings the Songs of Steve Allen (Sea Breeze, 1999; grabado en1986)
- Conviction: Thoughts of Bill Evans (A Records, 2001)
- Tropical Postcards (A Records, 2004)
- Live at the Kennedy Center (Challenge, 2006)
- The Delirium Blues Project: Serve or Suffer (Half Note, 2008)
- The Music of Randy Newman (Motéma, 2011)
- Clarity: Music of Clare Fischer (Random Act 2014)[5]

## Premios y honores
- 1998 – Introducida en el Arkansas Jazz Hall of Fame con Bob Dorough y John Stubblefield.[6]
- 2004 – Seleccionada como "U.S. Jazz Ambassador" por The John F. Kennedy Center y The U.S. State Department,[7] y como artista invitada por The Rhythm Road: American Music Abroad en 2009 con su banda JazzIAm.[8]
- 2012 – Nominada al Grammy, Best Vocal Jazz Álbum por The Music of Randy Newman (Motéma Music, 2011)